# Сер Ентоні Сент-Легер Молодший

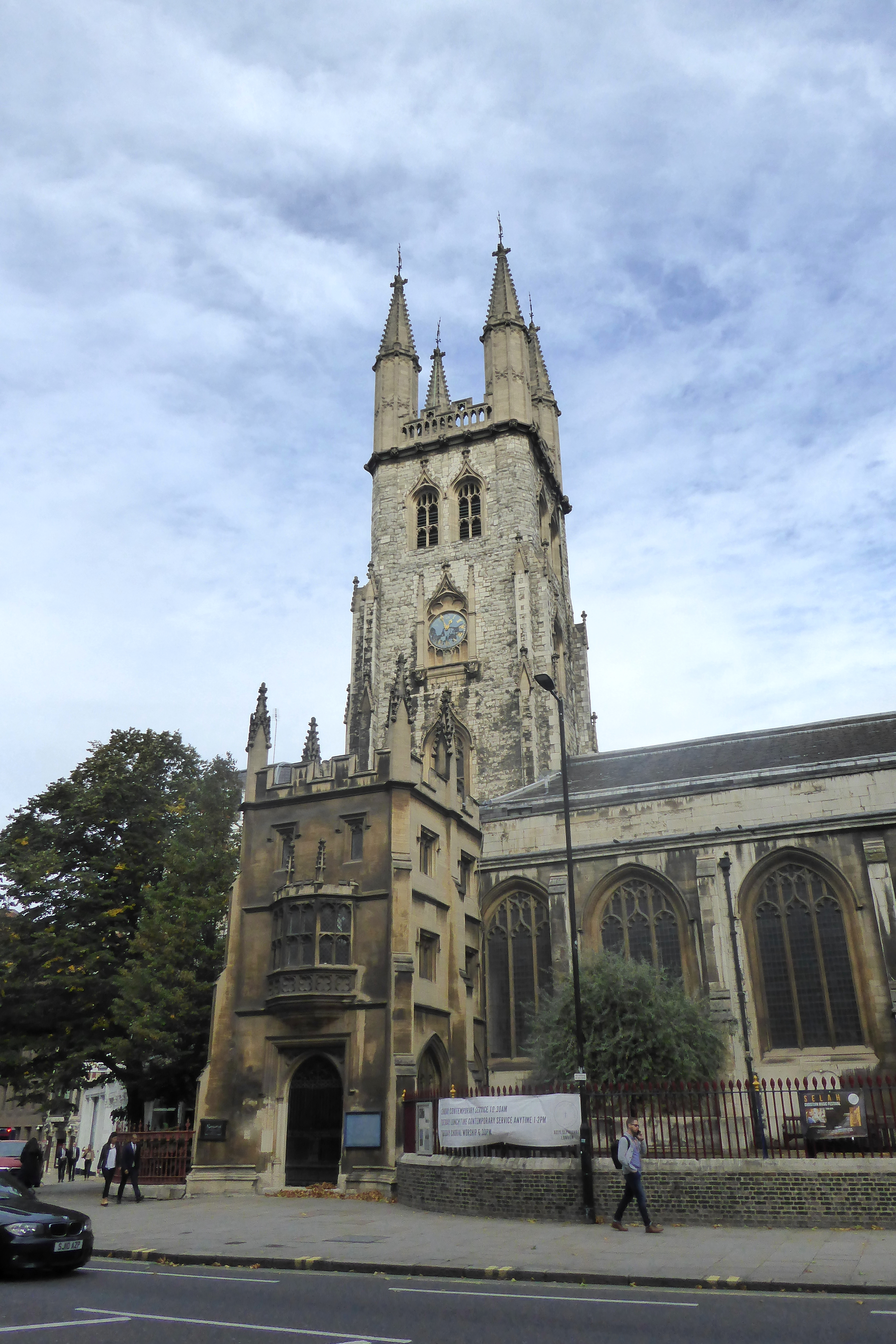
Церква Святого Гробу Господнього біля Ньюгейта, де поховано сера Ентоні Сент-Легера.

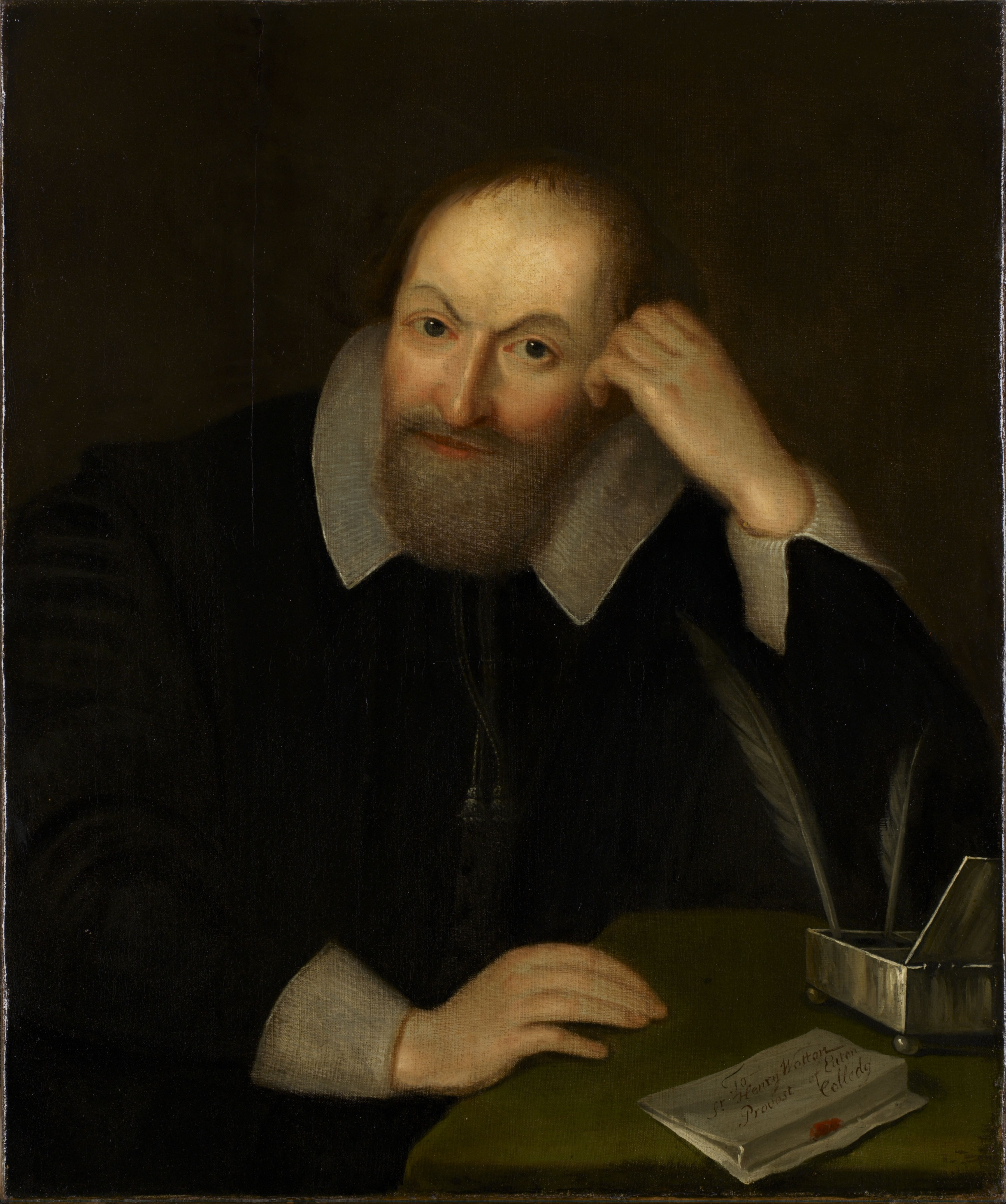
Сер Генрі Воттон (1568 – 1639).

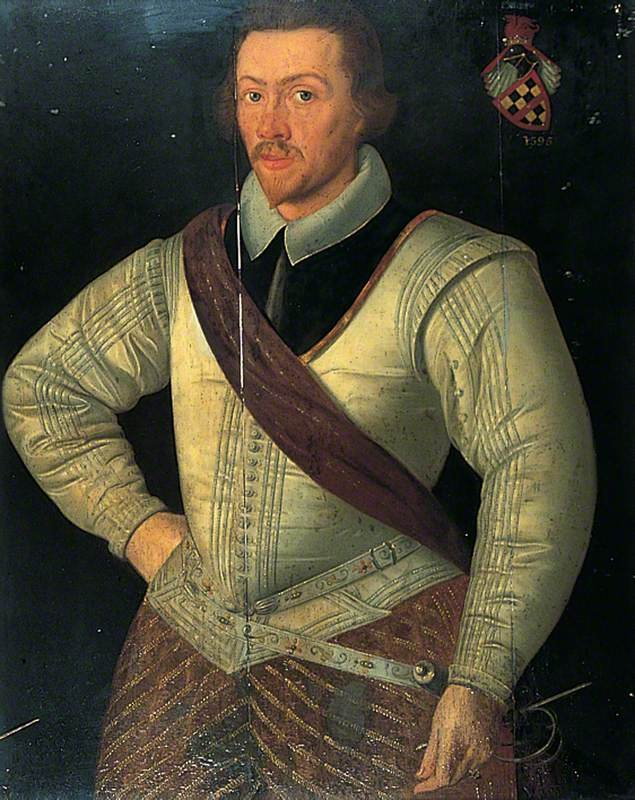
Сер Коніерс Кліффорд. (1566 – 1599).

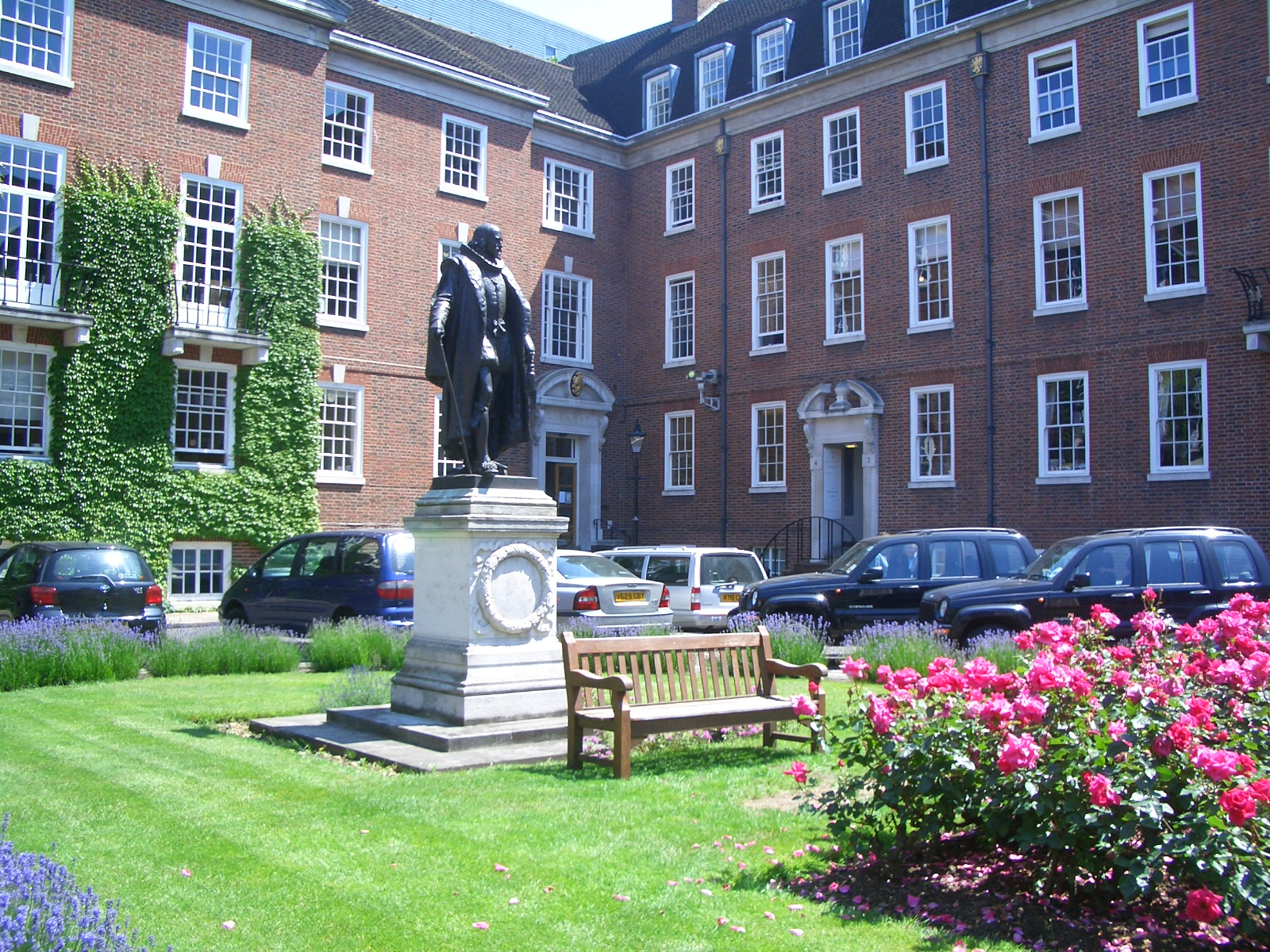
Юридична школа «Грейс Інн».

Сер Ентоні Сент-Легер Молодший (бл. 1535 – 1613) – ірландський юрист, суддя англійського походження епохи Тюдорів та Стюартів, відомий державний діяч і політик. Володів посадою Майстра Рукописів Ірландії, уповноважений охоронець Великої Державної Печатки Ірландії в 1605 році.

## Життєпис

### Походження
В істориків існує певна плутанина щодо його походження. Одні кажуть, що він був третім сином сера Ентоні Сент-Легера, лорд-депутата Ірландії та його дружини Агнес Варгем. Однак і в книзі «Пери Ірландії» Берка і Френсіс Елрінгтон Болл у своєму остаточному дослідженні судової системи Ірландії до здобуття незалежності стверджують, що він був племінником, а не сином сера Ентоні Сент-Легера Старшого, і що його батьками були: брат сера Ентоні – Джордж  Сент-Легер та його дружина Томазін Хіт.

### Кар’єра
Ентоні Сент-Легер Молодший народився близько 1535 року в Лідсі, Кент. Він почав вчитися  в юридичній школі «Грейс Інн» у 1562 році. Почав працювати адвокатом у 1574 році. В юридичній школі «Грейс Інн» він отримав ступінь старшого юриста в 1579 році та читача справ у 1589 році. У 1593 році він отримав звання ірландського магістра Ірландії та був посвячений в лицарі. Кроуфорд стверджує, що його обрали на цю посаду через те, що Корона Англії в той час при наданні посади віддавала перевагу англійським юристам, а не етнічним ірландцям. Родина Сент-Легер була англійського походження, але тривалий час мали справи і службу в Ірландії, тому уряд Англії вважав, що він підходить для служби в Ірландії. Сам Ентоні Сен-Легер Молодший не поділяв цього переконання: він поїхав до Ірландії в знак протесту, регулярно відвідував урядових чиновників та подав петиції до англійських урядовців, таких як Магістр суду запитів. Його відсутність на службі була досить частою, щоб заслужити офіційну догану: у 1599 році Таємна Рада Ірландії надіслала йому категоричний наказ негайно повернутися до Дубліна, оскільки його відсутність робила ведення судових справ майже неможливим.
Він не зовсім нехтував своїми службовими обов’язками: він вів переговори з Х’ю О’Нілом  - графом Тірон у 1594 році, був уповноваженим щодо англійської та шотландської колонізації Манстера і регулярно виконував обов’язки присяжного. Він був одним із чотирьох уповноважених охоронців Великої Печатки Ірландії в 1605 році. У 1607 році він був одним із чотирьох старших суддів, що служили в Королівському Суді Ірландії, допомагаючи відродити установу, яка вже вмирала. Проте його бажання повернутися до Англії було таким же сильним, як і раніше, і він нарешті отримав дозвіл піти у відставку в 1609 році. Він продовжував консультувати Корону Англії з ірландських справ і помер у Корку на початку 1613 року, під час чергової місії до Ірландії. Його тіло було повернуто до Англії, і за його власним бажанням він був похований поряд зі своєю першою дружиною Елеонорою в церкві Святого Гробу Господнього біля Ньюгейта в Лондоні. Мері, його друга дружина, похована в соборі Святого Патріка в Дубліні.

### Особисте життя
Ентоні Сент-Легер Молодший купив маєток Віртон-Хаус, що біля Ботон-Мончелсі, що в графстві Кент у родини Нортон і придбав маєток Боббінг-Корт у Кенті внаслідок свого шлюбу  з Мері Кліффорд. Його заповіт передбачав щедрі забезпечення його вдови та містить спадщину його пасинкам – синам Кліффорда, численним двоюрідним братам і бідним Лідсу. Сер Генрі Воттон – відомий поет і дипломат, отримав у спадок перстень. Оскільки третя дружина Сент-Легера Афра була з родини Воттон, можливо, між двома чоловіками існував родинний зв’язок. 
Ентоні Сен-Легер Молодший перший раз одружився з Елеонорою – дочкою Річарда Маркгема з Седжбрука, Лінкольншир. В Ентоні та Елеонори була одна дочка - Джоан. Елеонора померла в 1599 році. Він одружився вдруге і став четвертим чоловіком Мері Саутвелл – донькою  Френсіса Саутвелла з Віндем-Холлу, Норфолк. Її третім чоловіком був старий солдат сер Коніерс Кліффорд. У них було двоє дітей: Ентоні та Френсіс (прожив лише чотири дні). Їхній син Ентоні був посвячений у лицарі в 1627 році та помер у 1661 році. Після смерті Мері під час пологів у 1603 році Ентоні Сен-Легер одружився з Афрою Воттон, що пережила його і померла через багато років після нього. 